# Erie-csatorna

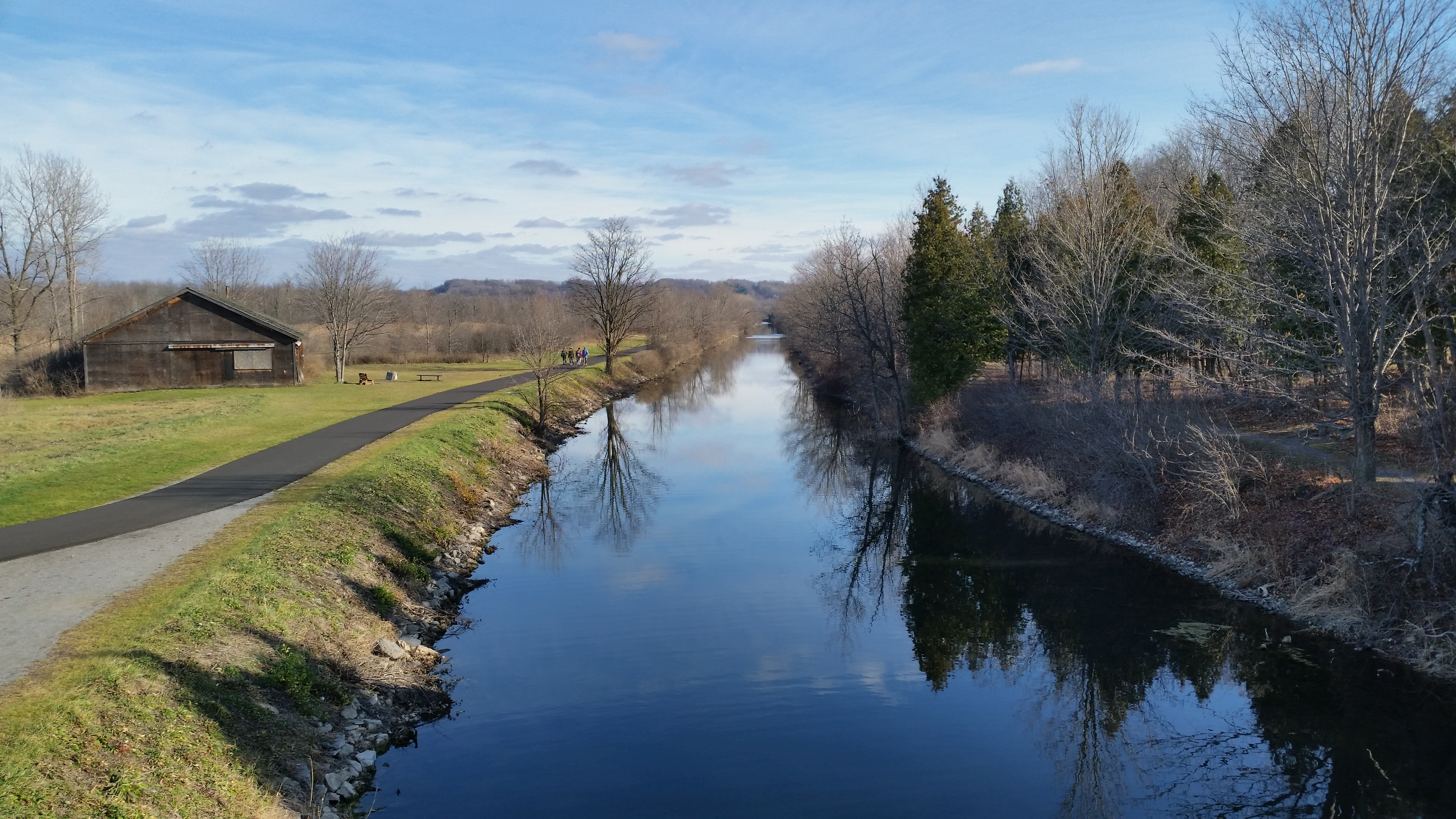

Az Erie-csatorna New York állam egyik kelet-nyugat irányú csatornája, ami eredetileg 584 km-es (363 mérföldes) hosszával a Hudson folyón partján fekvő Albany városát kötötte össze az Erie-tó menti Buffalóval. Építésének célja az volt, hogy hajózható útvonalat létesítsen New York City, így az Atlanti-óceán és a Nagy-tavak között.
Megépítésére először az 1780-as években tettek javaslatot, később pedig 1807-ben. A felmérést 1808-ban engedélyezték és hajtották végre. A csatorna építése 1817-ben kezdődött el és 1825. október 26-án nyílt meg. A 36 zsilippel rendelkező csatorna 172 méteres szintkülönbséget hidalt át.

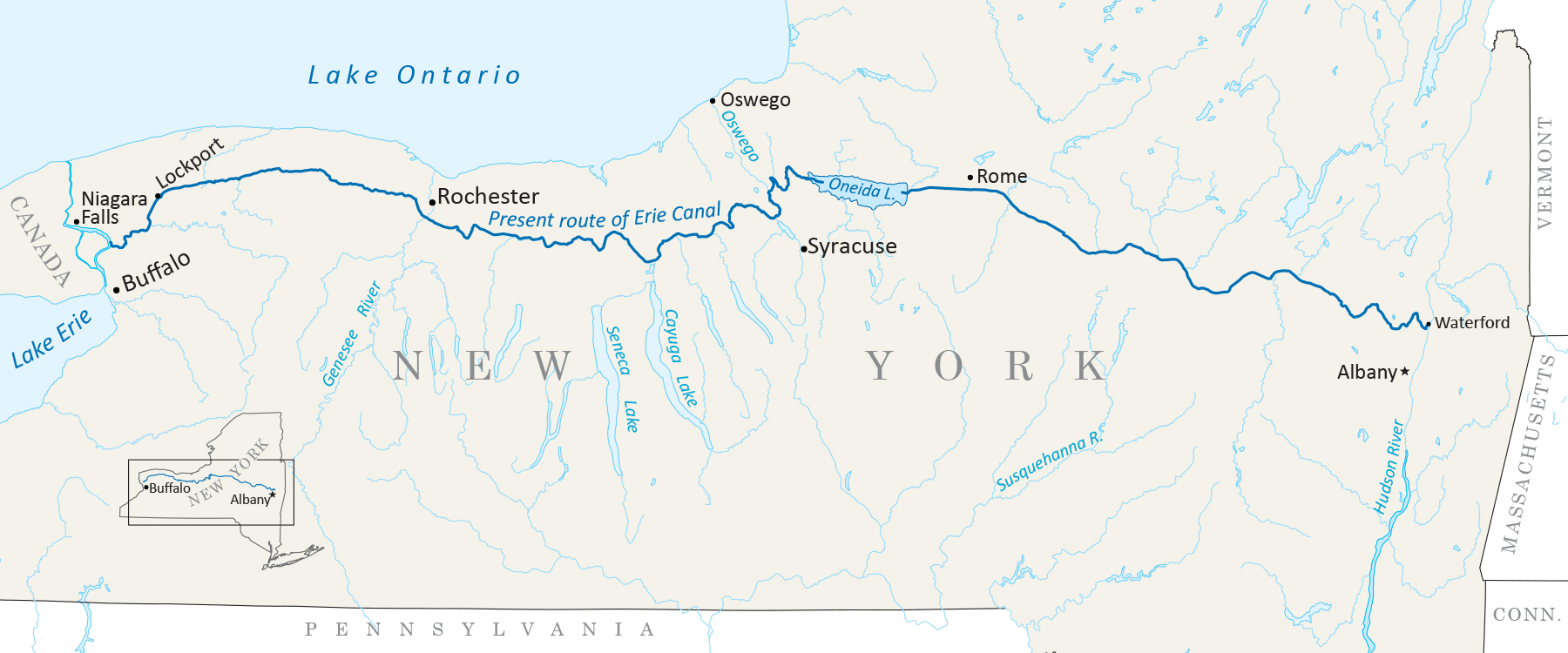
Az Erie-csatorna mai nyomvonala New York államban

A csatorna építésének idején még nem léteztek vasutak, ezért a vízi út volt a nagy mennyiségű javak szállításának leghatékonyabb módja. Az Erie-csatornán való áruszállítás gyorsabb volt, mint az állatok által húzott szekerek, a költségek pedig 95%-kal alacsonyabbak. A csatorna hozzájárult New York állam nyugati részének benépesítéséhez és nyugatabbra fekvő vidékeket nyitott meg a telepesek előtt.
1834 és 1862 között a csatornát kiterjesztették. A forgalom csúcspontja 1855 volt, amikor 33 000 kereskedelmi hajózást bonyolítottak itt le. 1918-ban a csatorna nyugati részét kiszélesítették, ami ezáltal az állam egy másik csatornahálózatának része lett.
Az Erie-csatorna az egyik legjelentősebb ember építette vízi út, továbbá az egyik legnagyobb mérnöki és építészeti teljesítmény Észak-Amerikában.

## Történelmi áttekintés

New York állam domborzati térképe. A Mohawk-völgy természetes utat nyit a az északi Adirondack- és a déli Catskill-hegység között

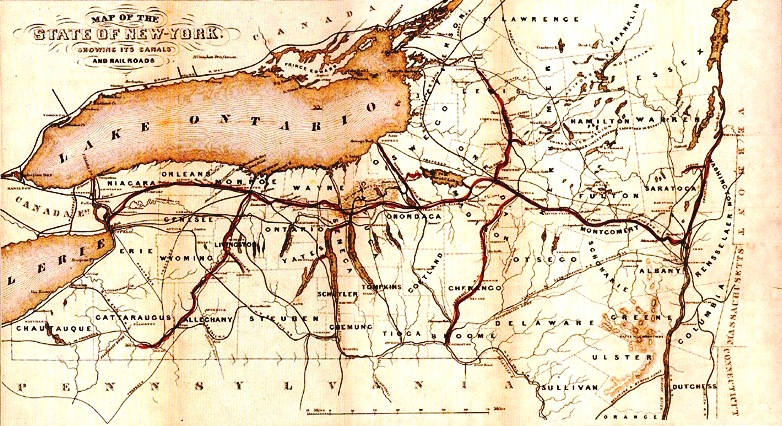
A csatorna 1853-as térképe

New York állam székhelyét, Albanyt az Atlanti-óceánnal a Hudson folyó köti össze. Ezen a 160 mérföld hosszú vízi úton a dagály segítségével a korabeli hajók az óceántól felmehettek Albanyig, de tovább nem, mert Albany után a dagály már nem jelentős és a folyó sem hajózható. Albany városától az Ontario- és Erie-tavak, valamint a Szent Lőrinc-folyó mintegy 360 mérföldre található, ezért a kereskedés ezekkel a vidékekkel nagy nehézségeket okozott.
New York állam felvetette azt a tervet miszerint az Ontario-, Erie-, Champlain- és Cayuga-tavakat csatornák segítségével kellene összekötni a Hudson folyóval és ezáltal az óceánnal. Ez a terv nagyon ígéretesnek tűnt, azonban a kivitelezés sokáig lehetetlennek és példátlannak látszott, mivel az Erie-tó tengerszint feletti magassága jóval nagyobb, mint a Hudson folyóé és köztük számos természeti akadály, például hegyek és folyók találhatóak, a költségek pedig felbecsülhetetlenül nagyoknak tűntek.
1817-ben DeWitt Clinton lett New York állam kormányzója, aki a merész terv megvalósítását szorgalmazta. A kormányzó javaslata pozitív fogadtatásra talált. Az építendő csatornák helyén húzódó földdarabokat részben ingyen engedték át a polgárok, részben közföldekre cserélték vagy pénzt kaptak érte. Az építési költségekre különböző adakozások történtek és más források is voltak, amik közül megemlíthető a Salina sóstó vámja.
A munkálatokat 1817-ben kezdték el. Az Erie- és Champlain-tavakhoz vezető kanálisok kiásásához egyszerre fogtak neki. 1819-ben Uticától Rómáig elkészült egy 15 mérföldes szakasz, a hajók pedig megindultak rajta. 1823-ban már 280 mérföld készült el és ennek vámja gyakorlatilag fedezte a további költségeket. Az Erie- és Champlain-csatornák 1825-ben készültek el. Az Oswego- és Cayuga-csatornák, melyek az Erie-csatornát kötik össze az Ontario-tóval és a Szent Lőrinc-folyóval 1828-ban lettek készen.